# Woodfin
Woodfin és una població dels Estats Units a l'estat de Carolina del Nord. Segons el cens del 2007 tenia 3.464 habitants.

## Demografia
Segons el cens del 2000, Woodfin tenia 3.162 habitants, 1.394 habitatges i 769 famílies. La densitat de població era de 349,8 habitants per km².
Dels 1.394 habitatges en un 22,5% hi vivien nens de menys de 18 anys, en un 37,5% hi vivien parelles casades, en un 12,7% dones solteres, i en un 44,8% no eren unitats familiars. En el 35,2% dels habitatges hi vivien persones soles el 12,9% de les quals corresponia a persones de 65 anys o més que vivien soles. El nombre mitjà de persones vivint en cada habitatge era de 2,19 i el nombre mitjà de persones que vivien en cada família era de 2,84.
Per edats la població es repartia de la següent manera: un 19,2% tenia menys de 18 anys, un 10,9% entre 18 i 24, un 30,5% entre 25 i 44, un 21,1% de 45 a 60 i un 18,3% 65 anys o més.
L'edat mediana era de 37 anys. Per cada 100 dones de 18 o més anys hi havia 87,7 homes.
La renda mediana per habitatge era de 27.525 $ i la renda mediana per família de 30.909 $. Els homes tenien una renda mediana de 22.351 $ mentre que les dones 23.176 $. La renda per capita de la població era de 17.408 $. Entorn del 14,6% de les famílies i el 21,5% de la població estaven per davall del llindar de pobresa.

## Poblacions més properes
El següent diagrama mostra les poblacions més properes.